# Usina Hidrelétrica Tibagi Montante
A U.H. Tibagi Montante é uma usina hidrelétrica (U.H.) brasileira localizada no Rio Tibagi, no município de Tibagi, no Estado do Paraná. A capacidade instalada nominal total é de 36 MW. A energia gerada está integrada ao Sistema Interligado Nacional.

## História
O empreendimento recebeu licença de instalação em setembro de 2017 e em outubro do mesmo ano foi autorizado o resgate arqueológico no local. A hidrelétrica começou a ser construída em 1º de dezembro de 2017.
O valor estimando do investimento foi de 217 milhões de reais. O Tribunal de Justiça do Paraná (TJ-PR) chegou a determinar a paralisação das obras em abril de 2018. A decisão liminar levava em conta irregularidades como falta de estudo de impacto na vizinhança e de análise de compatibilidade do projeto com o plano diretor do município. De acordo com o Ministério Público do Paraná, o local de instalação do empreendimento pertence também a uma área do Parque Estadual do Guartelá e estaria dentro da Área de Proteção Ambiental da Escarpa Devoniana.
Em 12 de julho de 2018, a construção da usina recebeu uma vistoria da equipe do Instituto Ambiental do Paraná (IAP), fiscalizando o canteiro de obras e estruturas civis em construção, a fim de verificar a conformidade ambiental dos trabalhos. Em 30 de agosto de 2019, foi finalizado o processo de enchimento do reservatório. Em setembro de 2019 o IAP emitiu licença de operação da usina.

## Localização e características

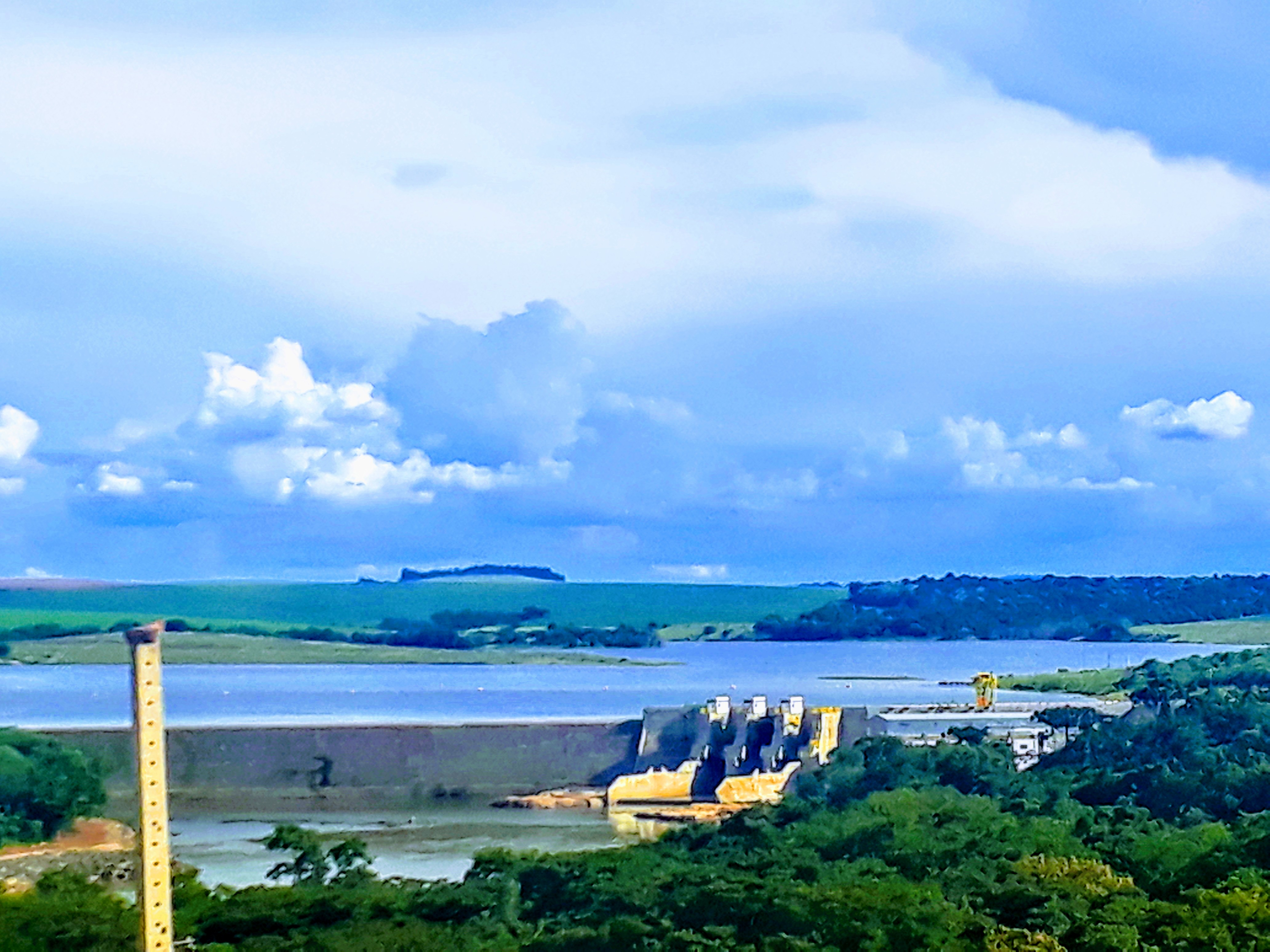
Barragem da hidrelétrica.

Está localizada a aproximadamente 3 km do centro da cidade de Tibagi, na região dos Campos Gerais do Paraná. A usina operada a fio d'água, está localizada a cerca de 200 Km de Curitiba e o acesso pode ser feito tanto pela BR-153 como pela PR-340.
A barragem em Concreto Compactado a Rolo – CCR, com fechamento em enrocamento, possui 490 metros de comprimento e 26 metros de altura, com a instalação de 3 unidades geradoras, sendo 12 MW cada.
Já o reservatório possui 683,52 hectares de espelho d’água sendo que aproximadamente 329 hectares correspondia ao leito natural do rio.